# Aujojaure
Aujojaure, Aevjere eller Avasjön är en sjö i Vilhelmina kommun i Lappland och ingår i Ångermanälvens huvudavrinningsområde. Sjön har en area på 1,46 kvadratkilometer och ligger 581 meter över havet. Aujojaure ligger i Vardo- Laster- och Fjällfjällen Natura 2000-område. Sjön avvattnas av vattendraget Vojmån.

## Delavrinningsområde
Aujojaure ingår i det delavrinningsområde (724490-144972) som SMHI kallar för Utloppet av Avasjön. Medelhöjden är 687 meter över havet och ytan är 7,88 kvadratkilometer. Räknas de 14 avrinningsområdena uppströms in blir den ackumulerade arean 125,45 kvadratkilometer. Vojmån som avvattnar avrinningsområdet har biflödesordning 2, vilket innebär att vattnet flödar genom totalt 2 vattendrag innan det når havet efter 463 kilometer. Avrinningsområdet består mestadels av skog (59 procent) och kalfjäll (20 procent). Avrinningsområdet har 1,46 kvadratkilometer vattenytor vilket ger det en sjöprocent på 18,4 procent.